# Singularity (videogioco)
Singularity, stilizzato SiNGULAЯiTY, è un videogioco sparatutto in prima persona di genere fantascientifico-survival horror, sviluppato da Raven Software e pubblicato da Activision per Microsoft Windows, Xbox 360, e PlayStation 3. È basato sul motore grafico Unreal Engine 3.

## Trama
Nathaniel Renko, capitano dell'esercito degli Stati Uniti, si trova a bordo di un elicottero insieme al collega Devlin, per indagare riguardo al danneggiamento di un satellite di ricognizione provocato da una sovratensione elettromagnetica originatasi sull'isola di Katorga-12, una colonia russa completamente inabitata che durante la guerra fredda apparteneva all'Unione Sovietica. Tuttavia una seconda ondata di questo genere disabilita l'elicottero, facendolo schiantare rovinosamente sull'isola, disperdendo i due compagni e uccidendo il pilota. Renko, dopo aver recuperato le forze, va alla ricerca di Devlin, tenendosi in contatto con la ricetrasmittente, e sotto suo ordine si dirige ad una torre radio vicina per aspettare le squadre di recupero. Grazie ad alcuni proiettori e registratori audio, Renko scopre che le Forze armate sovietiche nel sottosuolo dell'isola avevano trovato l'elemento 99, un minerale dalle incredibili proprietà ma terribilmente instabile, che subito avviò a Katorga-12 esperimenti scientifici per sfruttare l'elemento a livello energetico e bellico al fine di contrastare il potere atomico statunitense.
Trascinato dal destino, inizierà a viaggiare tra il 1955, l'anno in cui è avvenuta la catastrofe di Katorga-12, conosciuta come la Singolarità, e la sua epoca attuale, il 2010. Durante il paradosso temporale, Renko salva la vita ad un uomo di nome Demichev, cambiando radicalmente il corso degli eventi sull'isola. Infatti, quando Renko ritorna spontaneamente nel 2010, trova una statua rappresentante Demichev come capo dell'Unione Sovietica ed incontra per la prima volta delle creature mostruose. Poco dopo Renko e Devlin si ricongiungono ma vengono catturati da un gruppo di soldati russi. Il comandante di questi ordina ai due americani di consegnargli il CMT, cioè il congegno di manipolazione temporale; Devlin gli risponde che le sue azioni sono illegali e viene ucciso con una pallottola in testa. A questo punto il comandante russo minaccia Renko con una .44 Magnum, ma riesce a fuggire grazie all'aiuto tempestivo di una giovane donna di nome Kathryn, che si dichiara essere l'agente di una cellula segreta di un gruppo noto come MIR-12, con il compito di rivelare la verità riguardo agli esperimenti su Katorga-12. Mostra inoltre a Renko un diario degli anni cinquanta dove compare il suo nome insieme a delle macchie di sangue.
Renko si mette alla ricerca del CMT, che permette di controllare il tempo, e si trova in un rifugio segreto costruito dal dottor Viktor Barisov, ucciso da Demichev negli anni cinquanta. Renko trova il congegno e lo utilizza per tornare indietro nel tempo fino al 1955 per impedire a Demichev di uccidere il dottor Barisov. L'impresa riesce e, dopo essere tornato nel 2010, Renko incontra Barisov, visibilmente più vecchio, che dichiara che la storia è stata alterata. Ora la Russia domina il mondo, e Demichev è il cancelliere.
Tutto ciò è stato possibile grazie ad un fenomeno temporale noto come Singolarità; Barisov rivela che dopo essere stata attivata, la Singolarità è esplosa, ha distrutto Katorga e ha mutato le persone sopravvissute. Barisov è convinto che distruggendo la Singolarità nel passato la storia verrà ripristinata; Renko viene dunque incaricato di raggiungere il molo principale di Katorga per recuperare una Bomba E99, capace di distruggere la Singolarità, che si trova su una nave affondata durante l'esplosione della Singolarità nota come "La Perla". Grazie al CMT Renko riporta la nave alla condizione originale, pur sapendo di dover trovare la bomba in fretta perché l'effetto del CMT non durerà a lungo su un oggetto grande come una nave. Renko trova la bomba poco prima che la Perla affondi di nuovo, ma Barisov afferma che Katrin è morta durante l'affondamento della nave da carico per distrarre i soldati di Demichev giunti sul posto.
Renko e Barisov portano la bomba al reattore della Singolarità, e a quel punto Renko torna indietro nel tempo e la distrugge, ma ciò non ripristina la storia. Demichev tenta di fermarli ma viene ferito gravemente da Renko. Barisov a quel punto capisce che Renko ha alterato la storia salvando la vita a Demichev durante il primo viaggio nel tempo. Demichev dichiara che Barisov si sbaglia e che l'anomalia è lo stesso Renko; Barisov, dando ragione a Demichev, chiede a Renko di tornare indietro nel tempo e di suicidarsi (fermando sé stesso, Renko può ripristinare la storia) e da parte sua Demichev propone a Renko di dominare il mondo con lui.
Ci sono tre finali possibili:
1. Renko uccide Demichev e si suicida, impedendo a sé stesso di salvare Demichev nel passato. Nell'ultima scena si vedono i due elicotteri che hanno portato Renko e Devlin su Katorga all'inizio del gioco, solo con le insegne russe, e la missione di ricognizione sull'isola viene annullata poco prima dello sbarco. In prossimità dell'isola si vede una gigantesca statua di Barisov con in mano il CMT. Devlin inoltre chiama Renko "Compagno". La trasmissione radio iniziale è cambiata (all'inizio diceva: squadra spartan, qui controllo, state entrando nello spazio aereo russo, e ora dice: Hammer 21, qui è la flotta Rossa, state entrando nello spazio aereo di Katorga 12). Il finale lascia pensare che Barisov abbia recuperato il CMT dal corpo di Renko dopo il suo suicidio nel passato e lo abbia usato per porre il mondo sotto il dominio russo, proprio come aveva fatto Demichev.
2. Renko uccide il dottor Barisov e domini il mondo con Demichev grazie ai poteri del CMT. Diventa così il comandante dell'esercito di Demichev e schiaccia il Mir-12, costringendo milioni di persone ai lavori forzati. La sua influenza diventa superiore a quella dello stesso Demichev, che si accorge di questo e avvia un programma segreto per costruirsi un suo CMT, risvegliando le tensioni tra le due superpotenze della Guerra Fredda.
3. Renko uccide Demichev e il dottor Barisov, per poi scomparire per molto tempo, mentre la Russia perde il dominio sul mondo. Il CMT viene rimosso da Katorga e una devastante esplosione distrugge le coste della "Nuova Cina", che vengono invase dalle creature dell'isola russa. Negli ex-Stati Uniti si forma un esercito segreto il cui leader sembra essere dotato di poteri sovrannaturali, "come se controllasse la mano di Dio".

Nella scena finale di ciascuna delle tre scelte si vede Katrin che, nonostante sia ferita, è sopravvissuta, ma è tornata indietro nel tempo fino al 1955. Trovato lo stesso diario mostrato a Renko dalla stessa Katrin all'inizio, ella scrive il nome di Renko su di esso, la ferita nel fianco della donna a macchiare di sangue le pagine del diario.

## Personaggi
- Nathaniel Renko - È il protagonista della storia nonché il nostro alter ego. Capitano delle Black-Ops americane, inviato ad indagare sulle strane emissione radioattive provenienti dall'isola di Katorga.
- Kathryn Norvikova - Misteriosa ragazza facente parte del MIR-12, gruppo finalizzato a scoprire la verità sull'isola e farla conoscere al mondo. Sarà lei all'inizio dell'avventura a salvarci dalle mani di Demichev e durante le partite ci affiancherà in varie occasioni.
- James Devlin - Altro Black-Ops inviato assieme al protagonista nella missione denominata SPARTAN che prevedeva appunto di perlustrare l'isola. È anche assieme a noi l'unico sopravvissuto del commando. Vi affiancherà durante il gioco ma quando verrete catturati verrà ucciso da Demichev.
- Dr. Viktor Barisov - Brillante ricercatore dell'isola e creatore del CMT. Un tempo è stato assieme a Demichev il creatore del progetto Katorga-12 ma poi accortosi della brama di potere di quest'ultimo ha deciso di nascondere il CMT e ostacolarlo. Non ci affiancherà mai direttamente nella storia, ma il suo aiuto ci sarà comunque fondamentale grazie ai molteplici potenziamenti e rifornimenti che ha disposto per noi nell'isola.
- Dr. Nikolai Demichev - Direttore degli esperimenti su Katorga nonché responsabile diretto del disastro sull'isola e nemico principale della storia. Il suo scopo è quello di riuscire a metter mano sul CMT, a suo pensiero capace di poter contenere la Singolarità e utilizzarne il potere per dominare il mondo.

## Modalità di gioco

Renko mentre modifica lo stato di un oggetto

Durante l'avventura il giocatore dovrà esplorare le rovine dell'isola per scoprire cosa è accaduto e difendersi dalle creature che la abitano, mutate a seguito degli esperimenti scientifici e dell'esplosione della Singolarità, il cataclisma che negli anni cinquanta ha provocato la distruzione di Katorga-12. 
Le meccaniche di gioco di Singularity sono una comunione di caratteristiche ed elementi prese in prestito da altri videogiochi, tra i quali si possono citare BioShock, Half Life e Call of Duty. La peculiarità più interessante è la possibilità di utilizzare il CMT, un dispositivo che consente di manipolare il tempo e lo spazio, necessario per proseguire nel corso della storia, combattere i nemici e risolvere vari enigmi. Per combattere si hanno a disposizione armi tradizionali, potenziate con l'E99, il minerale presente solo su Katorga-12 attorno a cui ruota l'intera vicenda, ed alcune armi speciali che entreranno in possesso del protagonista solo in determinate occasioni.
Oltre ai mutanti ed i mostri ci saranno anche i soldati dell'esercito russo ma, siccome l'isola è costantemente soggetta alla modificazione temporale derivata dalle scariche elettromagnetiche che si verificano su di essa, il protagonista dovrà anche combattere le forze sovietiche ogni volta che verrà catapultato negli anni cinquanta, le quali faranno di tutto per impedirgli di proseguire nella propria ricerca della verità.